# جيف لوكاس
جيف لوكاس (بالإنجليزية: Jeff Lucas)‏ هو كاتب بريطاني، ولد في 21 يوليو 1956.